# Noserius borneensis
Noserius borneensis là một loài bọ cánh cứng trong họ Cerambycidae.